# Triệu Thị Huyền
Triệu Thị Huyền (sinh ngày 23 tháng 3 năm 1992) là một nông dân, giáo viên và chính trị gia người Việt Nam, dân tộc Dao. Bà hiện là đại biểu quốc hội Việt Nam khóa XV nhiệm kì 2021-2026, thuộc đoàn đại biểu quốc hội tỉnh Yên Bái. Bà từng là đại biểu trẻ tuổi nhất (24 tuổi khi trúng cử) quốc hội khóa XIV và là một trong 21 đại biểu không phải là đảng viên Đảng Cộng sản Việt Nam trúng cử. Bà cũng là nông dân duy nhất trúng cử đại biểu Quốc hội Việt Nam khóa XIV. Bà có bằng đại học sư phạm chuyên ngành văn sử, tốt nghiệp năm 2014. Bà hiện là giáo viên Trường Trung học cơ sở xã Nghĩa Tâm, huyện Văn Chấn, tỉnh Yên Bái, Ủy viên Ủy ban Văn hoá, Giáo dục, Thanh niên, Thiếu niên và Nhi đồng của Quốc hội.

## Xuất thân
Bà sinh ngày 23 tháng 3 năm 1992, là người dân tộc Dao. Bà hiện đang sống tại thôn Khe Phưa, xã Minh An, huyện Văn Chấn, tỉnh Yên Bái.

## Giáo dục
Bà có trình độ giáo dục phổ thông hệ 12/12.
Năm 2014, bà đã tốt nghiệp cử nhân đại học sư phạm, chuyên ngành Văn-Sử.

## Sự nghiệp
Sau khi tốt nghiệp đại học năm 2014, bà làm nông ở thôn Khe Phưa, xã Minh An, huyện Văn Chấn, tỉnh Yên Bái, sản xuất kinh tế và tham gia hoạt động Đoàn Thanh niên Cộng sản Hồ Chí Minh.

### Đại biểu Quốc hội Việt Nam khóa XIV nhiệm kì 2016-2021

#### Tranh cử
Khi ứng cử đại biểu Quốc hội Việt Nam khóa XIV năm 2016, nghề nghiệp của bà là nông dân.
Ngày 22 tháng 5 năm 2016, Triệu Thị Huyền trúng cử đại biểu Quốc hội Việt Nam khóa XIV nhiệm kì 2016-2021 ở đơn vị bầu cử số 2 tỉnh Yên Bái (cùng với Trần Quốc Vượng và Đinh Đăng Luận) gồm thị xã Nghĩa Lộ, huyện Văn Chấn, huyện Trạm Tấu, huyện Mù Cang Chải, và huyện Văn Yên với 228.041 phiếu đạt 86,52% số phiếu hợp lệ. Bà là nông dân duy nhất trúng cử đại biểu Quốc hội Việt Nam khóa XIV. Bà trở thành đại biểu Quốc hội trẻ nhất khóa XIV khi mới 24 tuổi. Tại đơn vị bầu cử số 2 của tỉnh Yên Bái, bà Huyền chính là một trong ba nữ nông dân đều là người dân tộc Dao sinh sau năm 1990 không phải là đảng viên Đảng Cộng sản Việt Nam được giới thiệu tranh cử đại biểu Quốc hội Việt Nam khóa XIV cùng với hai đảng viên Đảng Cộng sản Việt Nam người dân tộc Kinh, một người là ủy viên Bộ Chính trị (Trần Quốc Vượng) và một người là tỉnh ủy viên tỉnh Yên Bái, bí thư huyện ủy huyện Trấn Yên (Đinh Đăng Luận). Hai nữ nông dân còn lại ở cùng một xã, trẻ hơn 2 tuổi và có trình độ học vấn thấp hơn bà Triệu Thị Huyền, đó là bà Bàn Thị Khách, sinh ngày 16/4/1994, nông dân thôn Nậm Mười, xã Nậm Mười, huyện Văn Chấn, tỉnh Yên Bái, trình độ cao đẳng dịch vụ pháp lý và bà Đặng Thị Tâm, sinh ngày 4/11/1994, nông dân ở thôn Khe Trang, xã Nậm Mười, trình độ trung cấp sư phạm. Kết quả, Triệu Thị Huyền đạt số phiếu hợp lệ cao thứ ba (228.041 phiếu, 86,52%), sau ông Trần Quốc Vượng (248.249 phiếu, 94,18%) và Đinh Đăng Luận (237.937 phiếu, 90,27%), Bàn Thị Khách (33.888 phiếu, 12,86%) và Đặng Thị Tâm (35.136 phiếu, 13,33%) không trúng cử.
Bà là ủy viên Ủy ban Văn hóa, Giáo dục, Thanh niên, Thiếu niên và Nhi đồng của Quốc hội khóa XIV.
Theo thông tin trên Website Quốc hội Việt Nam truy cập ngày 24 tháng 11 năm 2017 thì nghề nghiệp của bà là giáo viên Trường Trung học cơ sở xã Nghĩa Tâm, huyện Văn Chấn, tỉnh Yên Bái..

#### Hoạt động
Ngày 17 tháng 11 năm 2017, tại kì họp thứ 4 Quốc hội khóa XIV, bà đã chất vấn ông Trương Minh Tuấn, Bộ trưởng Bộ Thông tin và Truyền thông về tính khả thi của các biện pháp ngăn chặn thông tin xấu, độc trên mạng xã hội. Bà cho rằng ở Việt Nam đang có sự ưu tiên cho việc sử dụng các mạng xã hội nước ngoài như Facebook và YouTube, gây khó khăn cho công tác quản lí vì các máy chủ của các mạng xã hội này đặt ở nước ngoài. Bà chất vấn bộ trưởng về các giải pháp, lộ trình khuyến khích phát triển các mạng xã hội trong nước.